# Mucor amphibiorum
Mucor amphibiorum é um fungo patogênico endêmico da Austrália. É um fungo dimórfico, ocorrendo na forma de leveduras em tecidos infectados, e na forma de hifas no meio ambiente e nos meios de cultura. [carece de fontes?]
Mucor anphibiorum é um fungo que causa úlceras no ornitorrinco, que, estando infectados, podem ter complicações potencialmente fatais. Também pode reduzir a capacidade de regular a temperatura corporal. Atualmente está limitado à Tasmânia e foi observado pela primeira vez em 1982 no rio Elizabeth. 